# 山本康人
山本 康人（やまもと やすひと、1957年5月7日 - ）は、日本の男性漫画家。東京都武蔵野市出身。血液型A型。主に青年向けの漫画雑誌などに執筆している。

## 来歴
1979年、集英社『ヤングジャンプ』にて「教授イン・ザ・ブルー」でデビュー。 当初はしまかおる名義にて任侠漫画などを主に描いていたが、連載作品はいずれも1から2巻という短期のものであった。
1987年山本康人に改名後、秋田書店の『プレイコミック』に連載された競輪を題材とした劇画『打鐘』が、全12巻という自身初の長期連載となった。
1993年より講談社の週刊誌『モーニング』に連載された『鉄人ガンマ』にて、1994年第18回講談社漫画賞を受賞した。以降講談社をはじめ、集英社、小学館、双葉社などで青年誌を中心として多数の連載を手がけた。
『鉄人ガンマ』の主人公「丸麻照男」、『超人ウタダ』の主人公「歌田マモル」などに代表されるように、劇画風の非常に濃い絵柄が特徴の1つとなっている。

## 作品リスト

### しまかおる名義
- こにくらぐれん隊（集英社）全2巻
- 日本の夜と昼　極道さんたちの詩（集英社）全1巻

### 山本康人名義
- 打鐘（秋田書店）全12巻
  - 西村和彦主演でVシネマ化。
- 鉄人ガンマ（講談社）全10巻
  - ガンマ（講談社）全3巻 - 『鉄人ガンマ』から3年後を描いた続編
- 打撃マン（講談社）全3巻
- リズム（講談社）全6巻
- 内線893（講談社）全7巻
- 打撃天使ルリ（集英社）全4巻
  - 『ヤングジャンプ』に1998年から約2年間連載、また2008年にドラマ化された際新シリーズとして『月刊ヤングジャンプ』に約半年間連載。
- 僕BOKU（小学館）全13巻
- 正義の味方モンキーズ（小学館）全3巻
- 杉作（講談社）全4巻
- 結婚星（講談社）全3巻
- SEKIDO（小学館）全5巻
- 忍者パパ（双葉社）全7巻
- 超人ウタダ（小学館『ビッグコミックスピリッツ』に2006年から1年余り連載）全6巻。ドラマ化。
- 右近左乃介（講談社）全3巻　原作：村尾幸三
- ナオゴーストレート -盲導犬歩行指導員-（双葉社『漫画アクション』2009年12号-2010年7月）全4巻
- 69デナシ（日本文芸社）全9巻
  - 『週刊漫画ゴラク』2010年11月26日号より4週集中連載後、正式連載化）
  - 1巻から3巻まではコミックス及び電子書籍、4巻から9巻までは電子書籍のみで販売されている。
  - コミックスは3巻だが、コンビニの廉価版（コミックスの約2倍の量を収録）が3巻出ている。
- たまたまポンチー（秋田書店『週刊少年チャンピオン』2010年52号-2011年9号）全1巻
- 競輪王ゼロ（日本文芸社『週刊漫画ゴラク』2013年5月24日号 - 2015年1月）全6巻
- 軍鶏侍（原作：野口卓、リイド社『コミック乱ツインズ』2017年9月号[2] - 2024年1月号[3]）
- 最強パシリ（原作：ハンコウキ、リイド社『漫画ゴラクスペシャル』50号[4] - ）既刊1巻

## アシスタント
- 若杉公徳[5]